# 織田信常
織田 信常（おだ のぶつね）は、江戸時代中期の上野国小幡藩の世嗣。通称は亀次郎、蔵人。

## 生涯
4代藩主・織田信就の次男として誕生。初名は信村。
『寛政重修諸家譜』によれば、「多病によりて嫡子たらず」とある。そのため、織田家の家督を相続せず、家中で津田蔵人と称し、生涯を終えた。
寛政2年（1790年）1月27日死去。享年86。出羽国高畠城下の貞泉寺に葬られた。
一説によれば、金田房輝の娘を妻に迎えて子女をもうけたという。